# Ochotnica Dolna
Ochotnica Dolna is een dorp in het Poolse woiwodschap Klein-Polen, in het district Nowotarski. De plaats maakt deel uit van de gemeente Ochotnica Dolna.